# Val-de-Marne
Val-de-Marne ( fransk udtale ?) er et fransk departement i regionen Île-de-France. Hovedbyen er Créteil, og departementet har 1.365.039 indbyggere (2017).
Der er 3 arrondissementer, 25 kantoner og 47 kommuner i Val-de-Marne.